# Tomotsugu Ishida
Tomotsugu Ishida (jap. 石田智嗣 Ishida Tomotsugu; ur. 24 maja 1989) - japoński zapaśnik w stylu wolnym. Zajął 24 miejsce na mistrzostwach świata w 2015. Piąty na igrzyskach azjatyckich w 2014. Srebrny medalista mistrzostw Azji w 2015 i brązowy 2012 i 2013. Trzeci w Pucharze Świata w 2013 roku. Złoty medal na uniwersyteckich mistrzostwach świata w 2010 roku.